# Donji Gučani
Donji Gučani su naselje u Republici Hrvatskoj u Požeško-slavonskoj županiji, u sastavu općine Brestovac.

## Zemljopis
Donji Gučani su smješteni oko 5 km zapadno od Brestovca, na cesti Požega - Nova Gradiška susjedna sela su Zakorenje na istoku i Gornji Gučani na zapadu.

## Stanovništvo
Prema popisa stanovništva iz 2001. godine Donji Gučani su imali 107 stanovnika.
| broj stanovnika |       |       |       | 89    | 88    | 110   | 113   | 119   | 89    | 94    | 92    | 106   | 122   | 119   | 120   | 107   | 75    |
|                 | 1857. | 1869. | 1880. | 1890. | 1900. | 1910. | 1921. | 1931. | 1948. | 1953. | 1961. | 1971. | 1981. | 1991. | 2001. | 2011. | 2021. |